# Horatio Gates Fisher

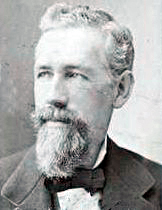
Horatio Gates Fisher

Horatio Gates Fisher (* 21. April 1838 in Huntingdon, Pennsylvania; † 8. Mai 1890 in Punxsutawney, Pennsylvania) war ein US-amerikanischer Politiker. Zwischen 1879 und 1883 vertrat er den Bundesstaat Pennsylvania im US-Repräsentantenhaus.

## Werdegang
Horatio Fisher besuchte sowohl öffentliche als auch private Schulen. Im Jahr 1855 absolvierte er das Lafayette College in Easton. Danach arbeitete er im Bergbau und in der Verschiffung von Kohle. Gleichzeitig schlug er als Mitglied der Republikanischen Partei eine politische Laufbahn ein. Zwischen 1862 und 1865 saß er im Gemeinderat seiner Heimatstadt; von 1865 bis 1868 war er Revisor im Huntingdon County. In den Jahren 1874 bis 1876 amtierte er als Bürgermeister von Huntingdon, ehe er von 1876 bis 1879 dem Senat von Pennsylvania angehörte.
Bei den Kongresswahlen des Jahres 1878 wurde Fisher im 18. Wahlbezirk von Pennsylvania in das US-Repräsentantenhaus in Washington, D.C. gewählt, wo er am 4. März 1879 die Nachfolge des Demokraten William Stenger antrat. Nach einer Wiederwahl konnte er bis zum 3. März 1883 zwei Legislaturperioden im Kongress absolvieren. Ab 1881 war er Vorsitzender des Committee on Coinage, Weights, and Measures. Im Jahr 1882 verzichtete er auf eine weitere Kandidatur.
Nach dem Ende seiner Zeit im US-Repräsentantenhaus nahm Horatio Fisher seine früheren Tätigkeiten wieder auf. Im Jahr 1888 wurde er Vorstandsmitglied der Besserungsanstalt in Huntingdon. Er starb am 8. Mai 1890 in Punxsutawney und wurde in Huntingdon beigesetzt.